# Hardenberg

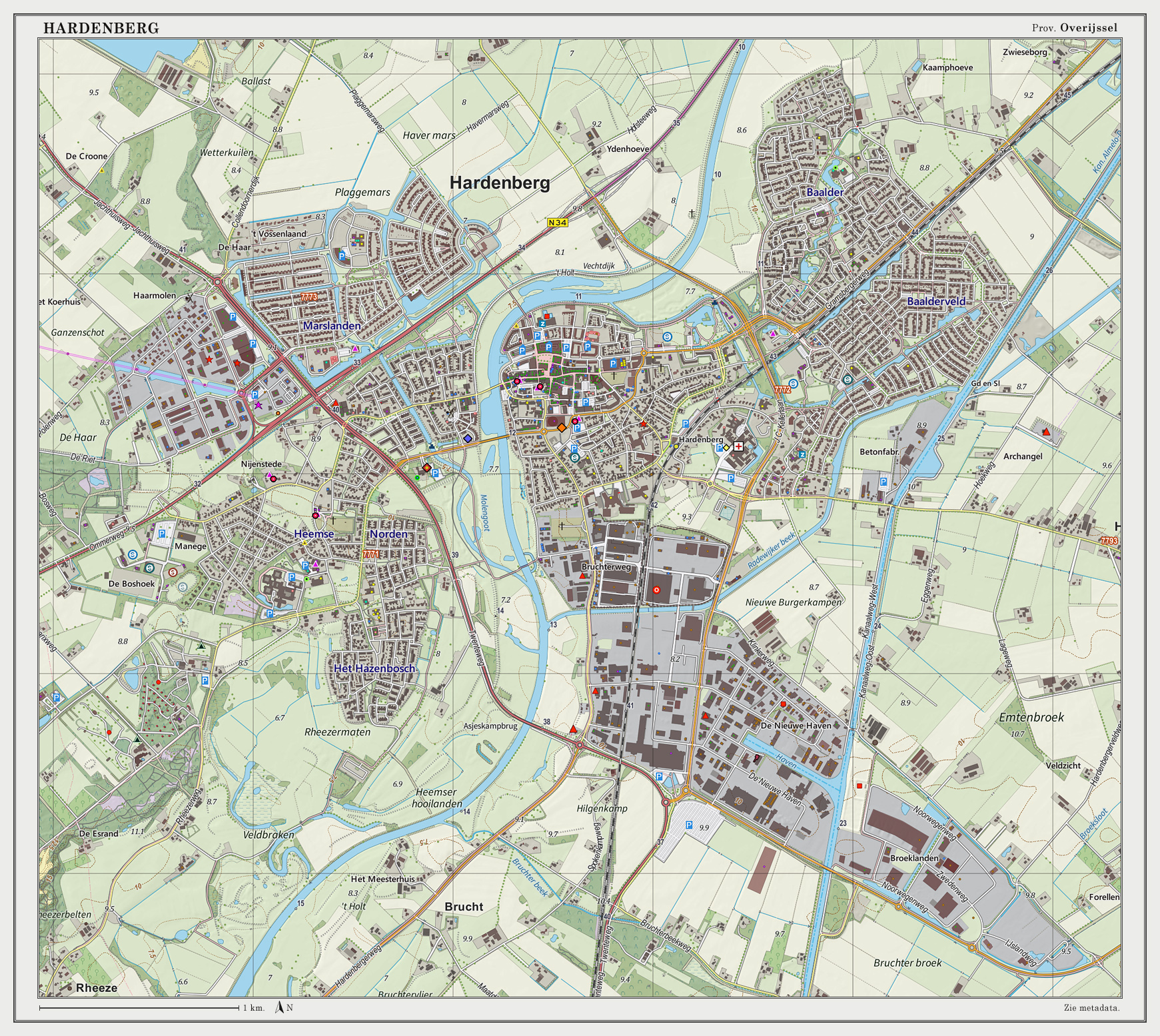
Topografická mapa města Hardenberg

Hardenberg je město ve východním Nizozemsku v provincii Overijssel. Počet obyvatel dosahuje 19 000. Starostou je Peter Snijders.